# Острава-місто (округ)
Острава-місто (чеськ. Okres Ostrava-město) — адміністративно-територіальна одиниця в Мораво-Сілезькому краї Чеської Республіки. Адміністративний центр — місто Острава. Площа округу — 331,53 км², населення становить 324 311 осіб.
До округу входить 13 муніципалітетів, з котрих 4 — міста.